# Періко жовтолобий
Періко жовтолобий (Polytelis swainsonii) — вид папуг з родини Psittaculidae. Ендемік Австралії.

## Поширення
Вид поширений у внутрішніх районах на південному сході Австралії. Ареал простягається від центральної частини Нового Південного Уельсу до крайньої півночі штату Вікторія. У зоні свого розмноження періко тісно пов'язані з деревами Eucalyptus camaldulensis. Цей вид евкаліпта зазвичай зустрічається в лісах біля річок, які час від часу виходять з берегів. Папуги також використовують деревні савани, обсаджені евкаліптами. Поза сезоном розмноження їх можна зустріти в різноманітних лісових місцях існування.

## Опис
Це папуги середнього розміру з довгим багатоярусним хвостом. Кермові пера вузькі і тонко загострені на кінці. Ці папуги досягають довжини тіла 40 сантиметрів і важать від 133 до 157 грамів. Дзьоб відносно малий. Вид демонструє значний статевий диморфізм.
Основний колір оперення самця яскраво-зелений. Нижня сторона тіла трохи жовтіша за оперення верхньої частини тіла. Корона синя. Цей синій колір стає трохи розмитішим у напрямку до шиї. Лоб і передній проділ, підборіддя і горло, а також щоки яскраво-жовті. У деяких особин лоб має помаранчевий відтінок. У деяких особин також є широкий червоний комір, який відразу межує з жовтим горлом. Папуги мають тьмяно-блакитне оперення на дузі крил. Крайні пера крила також матово-блакитні. Верхня частина хвоста темно-зелена, а до кінчика стає темно-синьою. Нижня сторона хвоста сіро-чорна. Зовнішні кермові пір'я тьмяно-білувато-жовті на кінчиках. Дзьоб коралово-червоний. Райдужка жовто-помаранчеві.
У самиць відсутні жовті плями на верхній частині тіла. Лоб і обличчя тьмяно-синювато-зелені. Стегна від помаранчево-червоного до тьмяно-червоного. Зовнішні кермові пера тьмяно-червоні на внутрішніх лопатках. Райдужка жовта.